# Ігуана (фільм)
«Ігуана» (англ. Iguana) — американський пригодницький фільм 1988 року, знятий за романом іспанського письменника  Альберто Васкеса-Фигероа.

## Сюжет
Гарпунер Оберус — моряк 19 століття, із спотворенним обличчам на прізвисько Ігуана. Він терпить жорстоке поводження з боку моряків на риболовецькому промисловому судні. Одного разу вночі він втікає і залишається жити на віддаленому острові. Там він проголошує себе правителем острова і оголошує війну людству.

## У ролях
| Актор               | Роль              |
| ------------------- | ----------------- |
| Еверетт Макгілл     | Оберлус           |
| Майкл Бредфорд      | сивобородий моряк |
| Роджер Кендалл      | Роджер            |
| Роберт Кейс         | одноокий моряк    |
| Фабіо Тесті         | Гамбоа            |
| Джек Тейлор         | капітан           |
| Мару Вальдівіельсо  | Кармен            |
| П'єранджело Подзато | Родріго           |
| Алессандро Таска    | священик          |
| Майкл Медсен        | Себастьян         |